# Регионален федерален съд на Втори регион
Регионален федерален съд на Втори регион (на португалски: Tribunal Regional Federal da 2ª Região, TRF2) с официално седалище в Рио де Жанейро е едно от шестте регионални федерални съдилища в Бразилия – второинстанционен съд на федералното правосъдие в Бразилия, чиято юрисдикция се разпростира върху щатите Рио де Жанейро и Еспирито Санто. Пред Регионалния федерален съд на Втори регион се разглеждат 20% от делата в страната.

## Състав
Към момента в състава на Регионалния федерален съд на Втори регион работят двадесет и седем федерални съдии, наричани федералнни десембаргадори, групирани в осем специализирани състава, които от своя образуват три специализирани секции:
- I специализирана секция – обединява 1 и 2 специализирани състави, разглеждащи криминални дела, дела, касаещи общественото осигуряване, и дела, касаещи интелектуалната собственост;
- II специализирана секция – обединява 3 и 4 специализирани състави, в чиято компетенция попадат дела от данъчен характер;
- III специализирана секция – съставена от 5, 6, 7 и 8 специализирани състави за дела от административен характер, както и за всички дела, които не са от компетенциите на останалите две секции.

Всеки от осемте специализирани състава на съда се състои от по трима федерални дезембаргадори. Извън осемте специализирани състави остават трима дезембаргадори – председателят на съда, заместник-председателят на съда и регионалният корежедор (контрольор), които се избират от общия пленум на съда за срок от две години и имат правото да председателстват неговите заседания.

## История
Бразилската конституция от 1934 г. учредява федералния дял на правораздаването в страната, а конституцията от 1937 г. доразвива неговите функции и структура. През 1946 г. новата Конституция създава втора инстанция на федералното правораздаване в лицето на бившия Федерален апелативен съд. По инициатива на военния режим, установен в страната през 1964, с институционален акт от 27 октомври 1965 първата инстанция на федералното правосъдие се обвързва с фигурите на федералните съдии.
В последната Конституция на Бразилия от 1988, наричана Гражданска Конституция, се учредяват и Регионалните федерални съдилища, които трябва да заменят и реорганизират юрисдикцията на бившия Федерален апелативен съд, с уговорката, че седалището и юрисдикцията на всеки от тези нови съдилища ще се определят с обикновен закон (чл.106 и чл. 107).
Като последствие чл. 27 от преходните и заключителните разпоредби на Конституцията дава срок от шест месеца след влизането ѝ в сила да се създадат пет регионални федерални съдилища, чиито юрисдикции и седалища трябва да бъдат определени от все още съществуващия Федерален апелативен съд съобразно броя на делата и по географски принцип. Юрисдикциите и седалищата на тези пет регионални федерални съдилища са определени с Резолюция 1 от 6 октомври 1988 г. и Закон 7.727/89, който определя първоначалния състав на Регионалния федерален съд на Втори региона на 14 съдии. През 1994 г. закон 9.915/94 увеличава бороя на съдиите в състава на съда на 23. Последното увеличаване на състава на съда става със закон 9.967 от 2000 г., с който състава на съда става 27 съдии.

## Юрисдикция
Юрисдикцията на Регионалния федерален съд на Втори регион обхваща щатите Рио де Жанейро и Еспирито Санто, като официалното седалище на съда се намира в Рио де Жанейро.
Един от основните прерогативи на Регионалния съд е да определя броя, вида и териториалната юрисдикция на първоинстанионните федерални съдилища във Втори съдебен регион. За по-ефективната организация на федералното правораздаване юрисдикцията на съда се поделя на две основни части, наричани юридически секции (seçãos judiciárias), чиято юрисдикция обхваща един от щатите в юрисдикцията на Регионалния съд, а седалищата им – териториални представителства на Регионалния съд – се намират в столиците на съответните щати. Всяка секция от своя страна се поделя на няколко съдебните окръга – юридически подсекции (subseçãos judiciárias), чиято юрисдикция обхваща една или няколко общини:
- Юридическа секция Рио де Жанейро (Seção Judiciária do Rio de Janeiro) със седалище в Рио де Жанейро притежава юрисдикция върху щата Рио де Жанейро, който се поделя на шест съдебни района:
  - Района на Рио де Жанейро с една подсекция Столична за общините Рио де Жанейро, Итагуай и Серопедика;
  - Района на Нитерой и Байшада Литонарея с четири подсекции – Нитерой, Сао Гонсало, Итабораи, Сао Педро да Алдея;
  - Района на Байшада Флуминенсе с три подсекции – Дуке Кайшиас, Нова Игуасу, Сао Жуао де Мирити (в Сао Жоао де Мирити са учередени три специализирани федерални съдилища);
  - Района на Северен Флуминенсе с три подсекции – Кампос, Итаперуна и Макае;
  - Района на Серана с пет подсекции – Нова Фрибурго, Петрополис, Терезополис, Трес Риос, Маже.
  - Рйона Южен Флуминенсе с четири подсекции – Ангра дос Реис, Бара до Пираи, Резенде и Волта Редонда.
- Юридическа секция Еспирито Санто(Seção Judiciária do Espírito Santo) със седалище в щатската столица се поделя на три района:
  - Столичен район с две подсекции Столична и Сера;
  - Район Южен с една подсекция Качуейро де Итапемирим;
  - Район Северен с три подсекции – Линярес, Колатина, Сао Матеус[2].

Във всяка юридическа подсекция функционират определен от Регионалния съд брой първоинстанционни федерални съдилища (на португалски: varas federais). Към момента във Втори съдебен регион функцонират 124 съдилища, като 102 от тях се намират в Юрдическа секция Рио де Жанейро, а 20 – в Юридическа секция Еспирито Санто.